# Episodi di Curb Your Enthusiasm (settima stagione)
La settima stagione della serie televisiva Curb Your Enthusiasm è stata trasmessa in prima visione negli Stati Uniti dal 20 settembre al 22 novembre 2009 su HBO.
In Italia la stagione è ancora inedita.
| nº | Titolo originale          | Titolo italiano | Prima TV USA      | Prima TV Italia |
| -- | ------------------------- | --------------- | ----------------- | --------------- |
| 1  | Funkhouser's Crazy Sister |                 | 20 settembre 2009 |                 |
| 2  | Vehicular Fellatio        |                 | 27 settembre 2009 |                 |
| 3  | The Reunion               |                 | 4 ottobre 2009    |                 |
| 4  | The Hot Towel             |                 | 11 ottobre 2009   |                 |
| 5  | Denise Handicapped        |                 | 18 ottobre 2009   |                 |
| 6  | The Bare Midriff          |                 | 25 ottobre 2009   |                 |
| 7  | The Black Swan            |                 | 1º novembre 2009  |                 |
| 8  | Officer Krupke            |                 | 8 novembre 2009   |                 |
| 9  | The Table Read            |                 | 15 novembre 2009  |                 |
| 10 | Seinfeld                  |                 | 22 novembre 2009  |                 |